# (19299) 1996 SZ4
1996 أس زد 4 (ويعرف أيضًا باسم (19299) 1996 أس زد 4 وفق تسمية الكوكب الصغير) (بالإنجليزية: 1996 SZ4)‏ هو كويكب ضمن حزام الكويكبات؛ وترتيبه 19299 من حيث الاكتشاف.
اكتُشف هذا الجُرم الفلكي بواسطة Alan Fitzsimmons ‏ في 16 سبتمبر 1996.

## وصلات خارجية
- (19299) 1996 SZ4 في قاعدة بيانات مختبر الدفع النفاث لأجرام النظام الشمسي الصغيرة

- الاكتشاف · مخطط المدار ·  العناصر المدارية · المعلمات المادية

- (19299) 1996 SZ4 على موقع ويكي سكاي: DSS2, SDSS, GALEX, IRAS, Hydrogen α, X-Ray, Astrophoto, Sky Map, Articles and images